# Organisation de la gendarmerie départementale
Pour un article plus général, voir Gendarmerie départementale.
L'organisation de la gendarmerie départementale qui est la subdivision de la Gendarmerie nationale française chargée des missions de sécurité publique, de renseignement et de police judiciaire, est de type décentralisé. En effet, il n'existe pas au sein de la Direction générale de la Gendarmerie nationale (DGGN) de direction ou de sous-direction de la gendarmerie départementale mais différentes sous-directions fonctionnelles subordonnées à la Direction des opérations et de l'emploi et chargées de la sécurité publique, la sécurité routière, la police judiciaire ou l'anticipation opérationnelle.
Les formations de gendarmerie départementales, quant à elles, sont placées sous l'autorité des commandants de régions de Gendarmerie. À chaque région administrative correspond une région de Gendarmerie dont le commandant est directement subordonné au Directeur général de la Gendarmerie nationale (DGGN). Cet officier commande toutes les unités de gendarmerie départementale implantées dans sa région.
Au cours de son existence, l'organisation de la gendarmerie départementale a été adaptée à maintes reprises afin de correspondre d'abord à l'organisation territoriale de la France militaire puis, par la suite, à celle de la France administrative. Elle est toutefois également calquée en partie sur celle de la France judiciaire (une section de recherches par Cour d'appel).

## Depuis 2016
En 2016, à la suite de la réorganisation territoriale de la France, le nombre de régions métropolitaines passe de 21 régions (et la Corse) à 13. Les régions de gendarmerie départementales sont alors réorganisées afin se calquer sur les nouvelles régions administratives. Toutefois, durant cette période de transition, les anciennes régions conservent l'essentiel de leurs prérogatives sous la forme de formations administratives dont le commandement est confié au groupement chef-lieu de l'ancienne région.
De plus, afin de respecter les limites de la nouvelle région Occitanie, les territoires des zones de sécurité Sud et Sud-Ouest sont redéfinis.
Les formations administratives seront dissoutes, et les anciennes régions totalement fusionnées le 1er août 2020 pour la Normandie,, et le 1er septembre 2022 pour les huit autres nouvelles régions,.
- groupement de gendarmerie départementale : anciennement appelés compagnies de gendarmerie départementale, les groupements correspondant à l'échelon administratif du département depuis 1958 [5];

- compagnies de gendarmerie départementale : anciennement appelées sections de gendarmerie départementale, les compagnies correspondent depuis 1958 à l'échelon administratif de l'arrondissement[5].

### Organisation
Pour chaque zone de défense et de sécurité, la première région de gendarmerie indiquée est celle implantée au siège de la zone. Son commandant exerce des attributions supplémentaires mais n'a pas d'autorité directe sur les autres régions de la zone.
- Zone de défense et de sécurité de Paris
  -  Région de Gendarmerie d'Île-de-France (Maisons-Alfort) - RGIF
    - Groupement de Gendarmerie départementale de l’Essonne
    - Groupement de Gendarmerie départementale de Seine-et-Marne
    - Groupement de Gendarmerie départementale du Val-d'Oise
    - Groupement de Gendarmerie départementale des Yvelines
- Zone de défense et de sécurité Sud-Ouest
  -  Région de Gendarmerie de Nouvelle-Aquitaine (Mérignac[Note 1]) - RGNA
    - Groupement de Gendarmerie départementale de la Dordogne
    - Groupement de Gendarmerie départementale de la Gironde
    - Groupement de Gendarmerie départementale des Landes
    - Groupement de Gendarmerie départementale de Lot-et-Garonne
    - Groupement de Gendarmerie départementale des Pyrénées-Atlantiques
    - Groupement de Gendarmerie départementale de la Haute-Vienne (formation administrative jusqu'en août 2022)
    - Groupement de Gendarmerie départementale de la Corrèze
    - Groupement de Gendarmerie départementale de la Creuse
    - Groupement de Gendarmerie départementale de la Vienne (formation administrative jusqu'en août 2022)
    - Groupement de Gendarmerie départementale de la Charente
    - Groupement de Gendarmerie départementale de la Charente-Maritime
    - Groupement de Gendarmerie départementale des Deux-Sèvres
- Zone de défense et de sécurité Ouest
  -  Région de Gendarmerie de Bretagne (Rennes) - RGBRET
    - Groupement de Gendarmerie départementale des Côtes-d'Armor
    - Groupement de Gendarmerie départementale du Finistère
    - Groupement de Gendarmerie départementale d'Ille-et-Vilaine
    - Groupement de Gendarmerie départementale du Morbihan

  -  Région de Gendarmerie du Centre-Val de Loire (Orléans) - RGCVL
    - Groupement de Gendarmerie départementale du Cher
    - Groupement de Gendarmerie départementale d'Eure-et-Loir
    - Groupement de Gendarmerie départementale de l'Indre
    - Groupement de Gendarmerie départementale d'Indre-et-Loire
    - Groupement de Gendarmerie départementale du Loiret
    - Groupement de Gendarmerie départementale de Loir-et-Cher

  -  Région de Gendarmerie de Normandie (Rouen) - RGNORM
    - Groupement de Gendarmerie départementale du Calvados (formation administrative de 2016 à 2020)
    - Groupement de Gendarmerie départementale de l'Eure
    - Groupement de Gendarmerie départementale de la Manche
    - Groupement de Gendarmerie départementale de l'Orne
    - Groupement de Gendarmerie départementale de la Seine-Maritime

  -  Région de Gendarmerie des Pays de la Loire (Nantes) - RGPL
    - Groupement de Gendarmerie départementale de la Loire-Atlantique
    - Groupement de Gendarmerie départementale de Maine-et-Loire
    - Groupement de Gendarmerie départementale de la Mayenne
    - Groupement de Gendarmerie départementale de la Sarthe
    - Groupement de Gendarmerie départementale de la Vendée
- Zone de défense et de sécurité Sud-Est
  -  Région de Gendarmerie d'Auvergne-Rhône-Alpes (Lyon) - RGARA
    - Groupement de Gendarmerie départementale de l'Ain
    - Groupement de Gendarmerie départementale de l'Ardèche
    - Groupement de Gendarmerie départementale de la Drôme
    - Groupement de Gendarmerie départementale de l'Isère
    - Groupement de Gendarmerie départementale de la Loire
    - Groupement de Gendarmerie départementale de la Savoie
    - Groupement de Gendarmerie départementale de la Haute-Savoie
    - Groupement de Gendarmerie départementale du Rhône
    - Groupement de Gendarmerie départementale du Puy-de-Dôme (formation administrative jusqu'en août 2022)
    - Groupement de Gendarmerie départementale de l'Allier
    - Groupement de Gendarmerie départementale du Cantal
    - Groupement de Gendarmerie départementale de la Haute-Loire

- Zone de défense et de sécurité Sud
  -  Région de Gendarmerie de Provence-Alpes-Côte d'Azur (Marseille) - RGPACA
    - Groupement de Gendarmerie départementale des Alpes-Maritimes
    - Groupement de Gendarmerie départementale des Alpes-de-Haute-Provence
    - Groupement de Gendarmerie départementale des Hautes-Alpes
    - Groupement de Gendarmerie départementale des Bouches-du-Rhône
    - Groupement de Gendarmerie départementale du Var
    - Groupement de Gendarmerie départementale de Vaucluse

  -  Région de Gendarmerie d'Occitanie (Toulouse) - RGOCC
    - Groupement de Gendarmerie départementale de l'Ariège
    - Groupement de Gendarmerie départementale de l'Aveyron
    - Groupement de Gendarmerie départementale de la Haute-Garonne
    - Groupement de Gendarmerie départementale du Gers
    - Groupement de Gendarmerie départementale du Lot
    - Groupement de Gendarmerie départementale des Hautes-Pyrénées
    - Groupement de Gendarmerie départementale du Tarn
    - Groupement de Gendarmerie départementale de Tarn-et-Garonne
    - Groupement de Gendarmerie départementale de l'Hérault (formation administrative jusqu'en août 2022)
    - Groupement de Gendarmerie départementale de l'Aude
    - Groupement de Gendarmerie départementale du Gard
    - Groupement de Gendarmerie départementale de la Lozère
    - Groupement de Gendarmerie départementale des Pyrénées-Orientales

  -  Région de Gendarmerie de Corse (Ajaccio) - RGCOR
    - Groupement de Gendarmerie départementale de la Corse-du-Sud
    - Groupement de Gendarmerie départementale de la Haute-Corse
- Zone de défense et de sécurité Est
  -  Région de Gendarmerie du Grand Est (Metz[Note 2]) - RGGE
    - Groupement de Gendarmerie départementale de Meurthe-et-Moselle
    - Groupement de Gendarmerie départementale de la Meuse
    - Groupement de Gendarmerie départementale de la Moselle
    - Groupement de Gendarmerie départementale des Vosges
    - Groupement de Gendarmerie départementale du Bas-Rhin (formation administrative jusqu'en août 2022)
    - Groupement de Gendarmerie départementale du Haut-Rhin
    - Groupement de Gendarmerie départementale de la Marne (formation administrative jusqu'en août 2022)
    - Groupement de Gendarmerie départementale des Ardennes
    - Groupement de Gendarmerie départementale de l'Aube
    - Groupement de Gendarmerie départementale de la Haute-Marne

  -  Région de Gendarmerie de Bourgogne-Franche-Comté (Dijon) - RGBFC
    - Groupement de Gendarmerie départementale de la Côte-d'Or
    - Groupement de Gendarmerie départementale de la Nièvre
    - Groupement de Gendarmerie départementale de Saône-et-Loire
    - Groupement de Gendarmerie départementale de l'Yonne
    - Groupement de Gendarmerie départementale du Doubs (formation administrative jusqu'en août 2022)
    - Groupement de Gendarmerie départementale de Belfort
    - Groupement de Gendarmerie départementale du Jura
    - Groupement de Gendarmerie départementale de la Haute-Saône
- Zone de défense et de sécurité Nord
  -  Région de Gendarmerie des Hauts-de-France (Lille) - RGHF
    - Groupement de Gendarmerie départementale du Nord
    - Groupement de Gendarmerie départementale du Pas-de-Calais
    - Groupement de Gendarmerie départementale de la Somme (formation administrative jusqu'en août 2022)
    - Groupement de Gendarmerie départementale de l'Aisne
    - Groupement de Gendarmerie départementale de l'Oise

## Régions (2005-2016)
En 2005, les légions de gendarmerie départementale prennent l'appellation de régions de gendarmerie et sont alors directement subordonnées à la direction générale de la Gendarmerie nationale. Cependant, les commandants de régions de gendarmerie situés aux sièges de zones de défense exercent également leur commandement sur l'ensemble des unités de Gendarmerie mobile implantées dans la zone de défense.
Cette même année, la France métropolitaine est organisée en 7 zones de défense et de sécurité.
En 2010, les 4 groupements de gendarmerie départementale de Paris et sa petite couronne (Paris, Hauts-de-Seine, Seine-Saint-Denis et Val-de-Marne) sont dissous et laissent la place au groupement de gendarmerie interdépartemental de Paris (GGIP) disposant d'une seule brigade territoriale par département : Paris-Exelmans, Nanterre, Bobigny et Créteil. Le GGIP et ses brigades seront dissous en 2015.

### Organisation en 2005
- Région de Gendarmerie d'Ile-de-France - RGIF
  - Groupement de Gendarmerie départementale de l’Essonne
  - Groupement de gendarmerie départementale des Hauts-de-Seine
  - Groupement de gendarmerie départementale de Paris
  - Groupement de Gendarmerie départementale de Seine-et-Marne
  - Groupement de gendarmerie départementale de la Seine-Saint-Denis
  - Groupement de Gendarmerie départementale du Val-d'Oise
  - Groupement de gendarmerie départementale de Val-de-Marne
  - Groupement de Gendarmerie départementale des Yvelines
- Zone de défense et de sécurité Sud-Ouest
  -  Région de Gendarmerie d'Aquitaine (Bordeaux) - RGAQ
    - Groupement de Gendarmerie départementale de la Dordogne
    - Groupement de Gendarmerie départementale de la Gironde
    - Groupement de Gendarmerie départementale des Landes
    - Groupement de Gendarmerie départementale de Lot-et-Garonne
    - Groupement de Gendarmerie départementale des Pyrénées-Atlantiques

  -  Région de Gendarmerie du Limousin (Limoges) - RGLIM
    - Groupement de Gendarmerie départementale de la Corrèze
    - Groupement de Gendarmerie départementale de la Creuse
    - Groupement de Gendarmerie départementale de la Haute-Vienne

  -  Région de Gendarmerie de Midi-Pyrénées (Toulouse) - RGMP
    - Groupement de Gendarmerie départementale de l'Ariège
    - Groupement de Gendarmerie départementale de l'Aveyron
    - Groupement de Gendarmerie départementale de la Haute-Garonne
    - Groupement de Gendarmerie départementale du Gers
    - Groupement de Gendarmerie départementale du Lot
    - Groupement de Gendarmerie départementale des Hautes-Pyrénées
    - Groupement de Gendarmerie départementale du Tarn
    - Groupement de Gendarmerie départementale de Tarn-et-Garonne

  -  Région de Gendarmerie de Poitou-Charentes (Poitiers) - RGPC
    - Groupement de Gendarmerie départementale de la Charente
    - Groupement de Gendarmerie départementale de la Charente-Maritime
    - Groupement de Gendarmerie départementale des Deux-Sèvres
    - Groupement de Gendarmerie départementale de la Vienne
- Zone de défense et de sécurité Ouest
  -  Région de Gendarmerie de Bretagne (Rennes) - RGBRET
    - Groupement de Gendarmerie départementale des Côtes-d'Armor
    - Groupement de Gendarmerie départementale du Finistère
    - Groupement de Gendarmerie départementale d'Ille-et-Vilaine
    - Groupement de Gendarmerie départementale du Morbihan

  -  Région de Gendarmerie du Centre (Tours) - RGCENT
    - Groupement de Gendarmerie départementale du Cher
    - Groupement de Gendarmerie départementale d'Eure-et-Loir
    - Groupement de Gendarmerie départementale de l'Indre
    - Groupement de Gendarmerie départementale d'Indre-et-Loire
    - Groupement de Gendarmerie départementale du Loiret
    - Groupement de Gendarmerie départementale de Loir-et-Cher

  -  Région de Gendarmerie de Basse-Normandie (Caen) - RGBN
    - Groupement de Gendarmerie départementale du Calvados
    - Groupement de Gendarmerie départementale de la Manche
    - Groupement de Gendarmerie départementale de l'Orne

  -  Région de Gendarmerie de Haute-Normandie (Rouen) - RGHN
    - Groupement de Gendarmerie départementale de l'Eure
    - Groupement de Gendarmerie départementale de la Seine-Maritime

  -  Région de Gendarmerie des Pays de Loire (Nantes) - RGPL
    - Groupement de Gendarmerie départementale de la Loire-Atlantique
    - Groupement de Gendarmerie départementale de Maine-et-Loire
    - Groupement de Gendarmerie départementale de la Mayenne
    - Groupement de Gendarmerie départementale de la Sarthe
    - Groupement de Gendarmerie départementale de la Vendée
- Zone de défense et de sécurité Sud-Est
  -  Région de Gendarmerie de Rhône-Alpes (Lyon) - RGRA
    - Groupement de Gendarmerie départementale de l'Ain
    - Groupement de Gendarmerie départementale de l'Ardèche
    - Groupement de Gendarmerie départementale de la Drôme
    - Groupement de Gendarmerie départementale de l'Isère
    - Groupement de Gendarmerie départementale de la Loire
    - Groupement de Gendarmerie départementale de la Savoie
    - Groupement de Gendarmerie départementale de la Haute-Savoie
    - Groupement de Gendarmerie départementale du Rhône

  -  Région de Gendarmerie d'Auvergne (Clermont-Ferrand) - RGAUV
    - Groupement de Gendarmerie départementale de l'Allier
    - Groupement de Gendarmerie départementale du Cantal
    - Groupement de Gendarmerie départementale de la Haute-Loire
    - Groupement de Gendarmerie départementale du Puy-de-Dôme
- Zone de défense et de sécurité Sud
  -  Région de Gendarmerie de Provence-Alpes-Côte d’Azur (Marseille) - RGPACA
    - Groupement de Gendarmerie départementale des Alpes-Maritimes
    - Groupement de Gendarmerie départementale des Alpes-de-Haute-Provence
    - Groupement de Gendarmerie départementale des Hautes-Alpes
    - Groupement de Gendarmerie départementale des Bouches-du-Rhône
    - Groupement de Gendarmerie départementale du Var
    - Groupement de Gendarmerie départementale de Vaucluse

  -  Région de Gendarmerie du Languedoc-Roussillon (Montpellier) - RGLR
    - Groupement de Gendarmerie départementale de l'Aude
    - Groupement de Gendarmerie départementale du Gard
    - Groupement de Gendarmerie départementale de l'Hérault
    - Groupement de Gendarmerie départementale de la Lozère
    - Groupement de Gendarmerie départementale des Pyrénées-Orientales

  -  Région de Gendarmerie de Corse (Ajaccio)
    - Groupement de Gendarmerie départementale de la Corse-du-Sud
    - Groupement de Gendarmerie départementale de la Haute-Corse
- Zone de défense et de sécurité Est
  -  Région de Gendarmerie d'Alsace (Strasbourg) - RGALS
    - Groupement de Gendarmerie départementale du Bas-Rhin
    - Groupement de Gendarmerie départementale du Haut-Rhin

  -  Région de Gendarmerie de Bourgogne (Dijon) - RGBOUR
    - Groupement de Gendarmerie départementale de la Côte-d'Or
    - Groupement de Gendarmerie départementale de la Nièvre
    - Groupement de Gendarmerie départementale de Saône-et-Loire
    - Groupement de Gendarmerie départementale de l'Yonne

  -  Région de Gendarmerie de Champagne-Ardenne (Châlons-en-Champagne) - RGCA
    - Groupement de Gendarmerie départementale des Ardennes
    - Groupement de Gendarmerie départementale de l'Aube
    - Groupement de Gendarmerie départementale de la Marne
    - Groupement de Gendarmerie départementale de la Haute-Marne

  -  Région de Gendarmerie de Franche-Comté (Besançon) - RGFC
    - Groupement de Gendarmerie départementale de Belfort
    - Groupement de Gendarmerie départementale du Doubs
    - Groupement de Gendarmerie départementale du Jura
    - Groupement de Gendarmerie départementale de la Haute-Saône

  -  Région de Gendarmerie de Lorraine (Metz) - RGLOR
    - Groupement de Gendarmerie départementale de Meurthe-et-Moselle
    - Groupement de Gendarmerie départementale de la Meuse
    - Groupement de Gendarmerie départementale de la Moselle
    - Groupement de Gendarmerie départementale des Vosges
- Zone de défense et de sécurité Nord
  -  Région de Gendarmerie du Nord-Pas-de-Calais (Lille) - RGNPC
    - Groupement de Gendarmerie départementale du Nord
    - Groupement de Gendarmerie départementale du Pas-de-Calais

  -  Région de Gendarmerie de Picardie (Amiens) - RGPIC
    - Groupement de Gendarmerie départementale de l'Aisne
    - Groupement de Gendarmerie départementale de l'Oise
    - Groupement de Gendarmerie départementale de la Somme

## Circonscriptions (1991-2005)
En 1991, la France métropolitaine est réorganisée en 9 régions militaires. Chaque région militaire comporte une légion de gendarmerie mobile (LGM) et entre une à quatre légions de gendarmerie départementales (LGD) correspondant aux régions administratives. Jusqu'en 2000, la France était divisée en 4 "super-régions", appelées régions, comportant plusieurs circonscriptions de Gendarmerie. En 2000, le nombre de régions militaires sera ramené à 7, provoquant la dissolution des circonscriptions de Gendarmerie d'Orléans et de Dijon. Les "super-régions" sont dissoutes et les circonscriptions de Gendarmerie prennent l'appellation de région.

### Organisation en 1991
- Circonscription de Gendarmerie d'Ile-de-France
  -  Légion de Gendarmerie Départementale d'Île-de-France (LGDIF)
- Région de Gendarmerie de l'Atlantique
  - Circonscription de Gendarmerie de Bordeaux
    -  Légion de Gendarmerie Départementale d'Aquitaine (Bordeaux)
    -  Légion de Gendarmerie Départementale de Midi-Pyrénées (Toulouse)

  - Circonscription de Gendarmerie de Rennes
    -  Légion de Gendarmerie Départementale de Bretagne (Rennes)
    -  Légion de Gendarmerie Départementale de Basse-Normandie (Caen)
    -  Légion de Gendarmerie Départementale de Haute-Normandie (Rouen)
    -  Légion de Gendarmerie Départementale des Pays de Loire (Nantes)

  - Circonscription de Gendarmerie d'Orléans
    -  Légion de Gendarmerie Départementale du Centre (Tours)
    -  Légion de Gendarmerie Départementale de Poitou-Charentes (Poitiers)
    -  Légion de Gendarmerie Départementale du Limousin (Limoges)
- Région de Gendarmerie de la Méditerranée
  - Circonscription de Gendarmerie de Lyon
    -  Légion de Gendarmerie Départementale de Rhône-Alpes (Lyon)
    -  Légion de Gendarmerie Départementale d'Auvergne (Clermont-Ferrand)

  - Circonscription de Gendarmerie de Marseille
    -  Légion de Gendarmerie Départementale de Provence-Alpes-Côte d’Azur (Marseille)
    -  Légion de Gendarmerie Départementale du Languedoc-Roussillon (Montpellier)
    -  Légion de Gendarmerie Départementale de Corse (Ajaccio)
- Région de Gendarmerie Nord-Est
  - Circonscription de Gendarmerie de Metz
    -  Légion de Gendarmerie Départementale de Lorraine (Metz)
    -  Légion de Gendarmerie Départementale d'Alsace (Strasbourg)
    -  Légion de Gendarmerie Départementale de Champagne-Ardenne (Châlons-sur-Marne)

  - Circonscription de Gendarmerie de Dijon
    -  Légion de Gendarmerie Départementale de Bourgogne (Dijon)
    -  Légion de Gendarmerie Départementale de Franche-Comté (Besançon)

  - Circonscription de Gendarmerie de Lille
    -  Légion de Gendarmerie Départementale du Nord (Lille)
    -  Légion de Gendarmerie Départementale de Picardie (Amiens)

## Commandements régionaux (1967-1991)
En 1967, la France métropolitaine est organisée en 7 régions militaires. Chaque région militaire comporte un commandement régional de gendarmerie nationale (CRGN) subordonné de commandements de circonscription régionale de gendarmerie (CCRG), correspondants aux régions administratives. Chaque commandant de circonscription régionale de gendarmerie a sous ses ordres un groupement de gendarmerie mobile, et au moins deux groupements de gendarmerie départementale. En 1979, les commandements de circonscription régionale de gendarmerie prennent l'appellation de légions de gendarmerie.
Seules les unités de Gendarmerie départementale d'Île-de-France restent distinctes de leurs homologues de la Gendarmerie mobile. Ainsi les légions de Gendarmerie départementale et mobile d'Île-de-France (LGDIF et LGMIF) sont créées en 1979 pour remplacer les commandements respectifs.
En 1980, les circonscriptions de Gendarmerie de Paris et de Versailles sont dissoutes. Leurs groupements sont directement subornées à la légion de Gendarmerie départementale d'Île-de-France (LGDIF).

### Organisation en 1967
- 1er Commandement Régional de la Gendarmerie Nationale de Paris
  -  Commandement de la gendarmerie départementale de la région Parisienne
    - Circonscription de Gendarmerie de Paris
      - Groupement de Gendarmerie départementale de Paris
      - Groupement de Gendarmerie départementale des Hauts-de-Seine
      - Groupement de Gendarmerie départementale de la Seine-Saint-Denis
      - Groupement de Gendarmerie départementale de Val-de-Marne

    - Circonscription de Gendarmerie de Versailles
      - Groupement de Gendarmerie départementale de l'Essonne
      - Groupement de Gendarmerie départementale de Seine-et-Marne
      - Groupement de Gendarmerie départementale du Val-d'Oise
      - Groupement de Gendarmerie départementale des Yvelines

  -  Circonscription Régionale de Gendarmerie Centre (Tours)
    - Groupement de Gendarmerie départementale du Cher
    - Groupement de Gendarmerie départementale d'Eure-et-Loir
    - Groupement de Gendarmerie départementale de l'Indre
    - Groupement de Gendarmerie départementale d'Indre-et-Loire
    - Groupement de Gendarmerie départementale du Loiret
    - Groupement de Gendarmerie départementale de Loir-et-Cher
- 2e Commandement Régional de la Gendarmerie Nationale (Lille)
  -  Circonscription Régionale de Gendarmerie Nord (Lille)
    - Groupement de Gendarmerie départementale de Lille
    - Groupement de Gendarmerie départementale de Valenciennes
    - Groupement de Gendarmerie départementale du Pas-de-Calais

  -  Circonscription Régionale de Gendarmerie Picardie (Amiens)
    - Groupement de Gendarmerie départementale de l'Aisne
    - Groupement de Gendarmerie départementale de l'Oise
    - Groupement de Gendarmerie départementale de la Somme

  -  Circonscription Régionale de Gendarmerie Haute-Normandie (Rouen)
    - Groupement de Gendarmerie départementale de l'Eure
    - Groupement de Gendarmerie départementale de la Seine-Maritime
- 3e Commandement Régional de la Gendarmerie Nationale (Rennes)
  -  Circonscription Régionale de Gendarmerie Bretagne (Rennes)
    - Groupement de Gendarmerie départementale des Côtes-du-Nord
    - Groupement de Gendarmerie départementale du Finistère
    - Groupement de Gendarmerie départementale d'Ille-et-Vilaine
    - Groupement de Gendarmerie départementale du Morbihan

  -  Circonscription Régionale de Gendarmerie Basse-Normandie (Caen)
    - Groupement de Gendarmerie départementale du Calvados
    - Groupement de Gendarmerie départementale de la Manche
    - Groupement de Gendarmerie départementale de l'Orne

  -  Circonscription Régionale de Gendarmerie Pays de Loire (Nantes)
    - Groupement de Gendarmerie départementale de la Loire-Atlantique
    - Groupement de Gendarmerie départementale de Maine-et-Loire
    - Groupement de Gendarmerie départementale de la Mayenne
    - Groupement de Gendarmerie départementale de la Sarthe
    - Groupement de Gendarmerie départementale de la Vendée
- 4e Commandement Régional de la Gendarmerie Nationale (Bordeaux)
  -  Circonscription Régionale de Gendarmerie Aquitaine (Bordeaux)
    - Groupement de Gendarmerie départementale de la Dordogne
    - Groupement de Gendarmerie départementale de la Gironde
    - Groupement de Gendarmerie départementale des Landes
    - Groupement de Gendarmerie départementale de Lot-et-Garonne
    - Groupement de Gendarmerie départementale des Basses-Pyrénées

  -  Circonscription Régionale de Gendarmerie Poitou (Poitiers)
    - Groupement de Gendarmerie départementale de la Charente
    - Groupement de Gendarmerie départementale de la Charente-Maritime
    - Groupement de Gendarmerie départementale des Deux-Sèvres
    - Groupement de Gendarmerie départementale de la Vienne

  -  Circonscription Régionale de Gendarmerie Limousin (Limoges)
    - Groupement de Gendarmerie départementale de la Corrèze
    - Groupement de Gendarmerie départementale de la Creuse
    - Groupement de Gendarmerie départementale de la Haute-Vienne

  -  Circonscription Régionale de Gendarmerie Midi-Pyrénées (Toulouse)
    - Groupement de Gendarmerie départementale de l'Ariège
    - Groupement de Gendarmerie départementale de l'Aveyron
    - Groupement de Gendarmerie départementale de la Haute-Garonne
    - Groupement de Gendarmerie départementale du Gers
    - Groupement de Gendarmerie départementale du Lot
    - Groupement de Gendarmerie départementale des Hautes-Pyrénées
    - Groupement de Gendarmerie départementale du Tarn
    - Groupement de Gendarmerie départementale de Tarn-et-Garonne
- 5e Commandement Régional de la Gendarmerie Nationale (Lyon)
  -  Circonscription Régionale de Gendarmerie Rhône-Alpes (Lyon)
    - Groupement de Gendarmerie départementale de l'Ain
    - Groupement de Gendarmerie départementale de l'Ardèche
    - Groupement de Gendarmerie départementale de la Drôme
    - Groupement de Gendarmerie départementale de l'Isère
    - Groupement de Gendarmerie départementale de la Loire
    - Groupement de Gendarmerie départementale de la Savoie
    - Groupement de Gendarmerie départementale de la Haute-Savoie
    - Groupement de Gendarmerie départementale du Rhône

  -  Circonscription Régionale de Gendarmerie Auvergne (Clermont-Ferrand)
    - Groupement de Gendarmerie départementale de l'Allier
    - Groupement de Gendarmerie départementale du Cantal
    - Groupement de Gendarmerie départementale de la Haute-Loire
    - Groupement de Gendarmerie départementale du Puy-de-Dôme
- 6e Commandement Régional de la Gendarmerie Nationale (Metz)
  -  Circonscription Régionale de Gendarmerie Lorraine (Metz)
    - Groupement de Gendarmerie départementale de Meurthe-et-Moselle
    - Groupement de Gendarmerie départementale de la Meuse
    - Groupement de Gendarmerie départementale de la Moselle
    - Groupement de Gendarmerie départementale des Vosges

  -  Circonscription Régionale de Gendarmerie Alsace (Strasbourg)
    - Groupement de Gendarmerie départementale du Bas-Rhin
    - Groupement de Gendarmerie départementale du Haut-Rhin

  -  Circonscription Régionale de Gendarmerie Champagne (Châlons-sur-Marne)
    - Groupement de Gendarmerie départementale des Ardennes
    - Groupement de Gendarmerie départementale de l'Aube
    - Groupement de Gendarmerie départementale de la Marne
    - Groupement de Gendarmerie départementale de la Haute-Marne

  -  Circonscription Régionale de Gendarmerie Bourgogne (Dijon)
    - Groupement de Gendarmerie départementale de la Côte-d'Or
    - Groupement de Gendarmerie départementale de la Nièvre
    - Groupement de Gendarmerie départementale de Saône-et-Loire
    - Groupement de Gendarmerie départementale de l'Yonne

  -  Circonscription Régionale de Gendarmerie Franche-Comté (Besançon)
    - Groupement de Gendarmerie départementale du Doubs
    - Groupement de Gendarmerie départementale du Jura
    - Groupement de Gendarmerie départementale de la Haute-Saône
    - Compagnie de Gendarmerie départementale de Belfort
- 7e Commandement Régional de la Gendarmerie Nationale (Marseille)
  -  Circonscription Régionale de Gendarmerie Provence-Côte d’Azur (Marseille)
    - Circonscription de Gendarmerie de la Corse
      - Groupement de Gendarmerie départementale d'Ajaccio
      - Groupement de Gendarmerie départementale de Bastia

    - Groupement de Gendarmerie départementale des Alpes-Maritimes
    - Groupement de Gendarmerie départementale des Hautes-Alpes
    - Groupement de Gendarmerie départementale des Basses-Alpes
    - Groupement de Gendarmerie départementale des Bouches-du-Rhône
    - Groupement de Gendarmerie départementale du Var
    - Groupement de Gendarmerie départementale de Vaucluse

  -  Circonscription Régionale de Gendarmerie Languedoc-Roussillon (Montpellier)
    - Groupement de Gendarmerie départementale de l'Aude
    - Groupement de Gendarmerie départementale du Gard
    - Groupement de Gendarmerie départementale de l'Hérault
    - Groupement de Gendarmerie départementale de la Lozère
    - Groupement de Gendarmerie départementale des Pyrénées-Orientales

## Après-guerre (1946-1967)
En 1946, la France métropolitaine est organisée en neuf régions militaires. À partir de 1947, la totalité des formations de gendarmerie stationnées sur le territoire de chaque région militaire sont placées sous l'autorité d'un commandant régional de la gendarmerie. Chaque région de gendarmerie comptait une légion de garde républicaine (LGR) et entre deux et trois légions de gendarmerie départementales et reprenait la numérotation des régions militaires.
- légion de gendarmerie départementale : subordonnées aux régions de gendarmerie, correspondent aux régions de gendarmerie départementales actuelles ;
- compagnies de gendarmerie départementale : correspondent à l'échelon administratif du département et aux groupements de gendarmerie départementales actuelles ;
- sections de gendarmerie départementale : correspondent en général à l'échelon administratif de l'arrondissement et aux compagnies de gendarmerie départementales actuelles.

En 1958, les compagnies prennent l'appellation de groupements, et les sections prennent l'appellation de compagnies. En 1962, la France métropolitaine est réorganisée en 10 régions militaires.

### Organisation en 1946
1re Région de Gendarmerie
- 1re Légion de Gendarmerie Départementale de Paris
  - Compagnie de la Seine
  - Compagnie de Seine-et-Oise
  - Compagnie de Seine-et-Marne
- 1re Légion-bis de Gendarmerie Départementale de Orléans
  - Compagnie de l'Eure
  - Compagnie d'Eure-et-Loir
  - Compagnie de Loir-et-Cher
  - Compagnie du Loiret

2e Région de Gendarmerie
- 2e Légion de Gendarmerie Départementale de Lille
  - Compagnie des Ardennes
  - Compagnie du Nord
  - Compagnie du Pas-de-Calais
- 2e Légion-bis de Gendarmerie Départementale de Rouen
  - Compagnie de l'Aisne
  - Compagnie de l'Oise
  - Compagnie de la Seine-Inférieure
  - Compagnie de la Somme

3e Région de Gendarmerie
- 3e Légion de Gendarmerie Départementale de Rennes
  - Compagnie des Côtes-du-Nord
  - Compagnie du Finistère
  - Compagnie d'Ille-et-Vilaine
  - Compagnie du Morbihan
- 3e Légion-bis de Gendarmerie Départementale de Caen
  - Compagnie du Calvados
  - Compagnie de la Manche
  - Compagnie de la Mayenne
  - Compagnie de l'Orne
  - Compagnie de la Sarthe
- 3e Légion-ter de Gendarmerie Départementale de Nantes
  - Compagnie de la Loire-Inférieure
  - Compagnie de Maine-et-Loire
  - Compagnie de la Vendée

4e Région de Gendarmerie
- 4e Légion de Gendarmerie Départementale de Bordeaux
  - Compagnie de la Gironde
  - Compagnie de Lot-et-Garonne
- 4e Légion-bis de Gendarmerie Départementale de Tours
  - Compagnie de la Charente
  - Compagnie de la Charente-Inférieure
  - Compagnie de l'Indre
  - Compagnie d'Indre-et-Loire
  - Compagnie des Deux-Sèvres
  - Compagnie de la Vienne
- 4e Légion-ter de Gendarmerie Départementale de Limoges
  - Compagnie de la Corrèze
  - Compagnie de la Creuse
  - Compagnie de la Dordogne
  - Compagnie de la Haute-Vienne

5e Région de Gendarmerie
- 5e Légion de Gendarmerie Départementale de Toulouse
  - Compagnie de l'Aude
  - Compagnie de l'Ariège
  - Compagnie de la Haute-Garonne
  - Compagnie des Pyrénées-Orientales
- 5e Légion-bis de Gendarmerie Départementale de Montauban
  - Compagnie de l'Aveyron
  - Compagnie du Lot
  - Compagnie du Tarn
  - Compagnie de Tarn-et-Garonne
- 5e Légion-ter de Gendarmerie Départementale de Pau
  - Compagnie du Gers
  - Compagnie des Landes
  - Compagnie des Basses-Pyrénées
  - Compagnie des Hautes-Pyrénées

6e Région de Gendarmerie
- 6e Légion de Gendarmerie Départementale de Metz
  - Compagnie de Meurthe-et-Moselle
  - Compagnie de la Meuse
  - Compagnie de la Moselle
  - Compagnie des Vosges
- 6e Légion-bis de Gendarmerie Départementale de Châlons-sur-Marne
  - Compagnie de l'Aube
  - Compagnie de la Marne
  - Compagnie de la Haute-Marne
- 6e Légion-ter de Gendarmerie Départementale de Strasbourg
  - Compagnie du Bas-Rhin
  - Compagnie du Haut-Rhin

7e Région de Gendarmerie
- 7e Légion de Gendarmerie Départementale de Dijon
  - Compagnie du Cher
  - Compagnie de la Côte-d'Or
  - Compagnie de la Nièvre
  - Compagnie de Saône-et-Loire
  - Compagnie de l'Yonne
- 7e Légion-bis de Gendarmerie Départementale de Besançon
  - Compagnie du Doubs
  - Compagnie du Jura
  - Compagnie de la Haute-Saône
  - Section de Belfort

8e Région de Gendarmerie
- 8e Légion de Gendarmerie Départementale de Lyon
  - Compagnie de l'Ain
  - Compagnie de l'Ardèche
  - Compagnie de la Loire
  - Compagnie du Rhône
- 8e Légion-bis de Gendarmerie Départementale de Clermont-Ferrand
  - Compagnie de l'Allier
  - Compagnie du Cantal
  - Compagnie de la Haute-Loire
  - Compagnie du Puy-de-Dôme
- 8e Légion-ter de Gendarmerie Départementale de Grenoble
  - Compagnie des Hautes-Alpes
  - Compagnie de la Drôme
  - Compagnie de l'Isère
  - Compagnie de la Savoie
  - Compagnie de la Haute-Savoie

9e Région de Gendarmerie
- 9e Légion de Gendarmerie Départementale de Marseille
  - Compagnie des Alpes-Maritimes
  - Compagnie des Basses-Alpes
  - Compagnie des Bouches-du-Rhône
  - Compagnie de la Corse
  - Compagnie du Var
  - Compagnie de Vaucluse
- 9e Légion-bis de Gendarmerie Départementale de Montpellier
  - Compagnie du Gard
  - Compagnie de l'Hérault
  - Compagnie de la Lozère

Gendarmerie de l'Afrique du Nord
- Légion de Gendarmerie Départementale du Maroc
- Légion de Gendarmerie Départementale de Tunisie
- 10e Région de Gendarmerie
  - 10e Légion de Gendarmerie Départementale d'Algérie

## Troisième République (1871-1946)
Après la guerre franco-prussienne, à la chute du second Empire, la France possède alors 25 légions de Gendarmerie départementale. Les années qui suivirent verront une réorganisation totale de l'armée française ainsi que des forces de gendarmerie.
Par décision présidentielle du 27 avril 1875, et à la suite de l'organisation récente de l'armée, les 19 corps d'armée de France et d'Algérie se voient octroyés 1 à 2 légions de gendarmerie départementale sur leur territoire respectif, soit un total de 31 légions.
Par décision présidentielle du 22 novembre 1879, le nombre des légions de gendarmerie sont réduites de 31 à 20 pour les faire correspondre aux 19 corps d'armée de France et d'Algérie (La 20e légion étant celle de Paris).
Afin d'équilibrer les circonscriptions territoriales des légions de gendarmerie départementale, la décision présidentielle du 22 mars 1880 rétablit les 31 anciennes légions en subdivisant les plus importantes en : "légion" commandées par un colonel et "légion-bis" commandées par un lieutenant-colonel.
En 1886, le nombre de légions est de nouveau diminué de 22, puis augmenté à 27 en 1887.

### Organisation en 1887
Légion de Gendarmerie de Paris
- Compagnie de la Seine
- Compagnie de Seine-et-Oise
- Garde républicaine

1re Légion de Gendarmerie (Lille)
- Compagnie du Nord
- Compagnie du Pas-de-Calais
- Compagnie de la Somme

2e Légion de Gendarmerie (Amiens)
- Compagnie de l'Aisne
- Compagnie de l'Oise

3e Légion de Gendarmerie (Rouen)
- Compagnie du Calvados
- Compagnie de l'Eure
- Compagnie de la Seine-Inférieure

4e Légion de Gendarmerie (Le Mans)
- Compagnie d'Eure-et-Loir
- Compagnie de la Mayenne
- Compagnie de l'Orne
- Compagnie de la Sarthe

5e Légion de Gendarmerie (Orléans)
- Compagnie de Loir-et-Cher
- Compagnie du Loiret
- Compagnie de Seine-et-Marne
- Compagnie de l'Yonne

6e Légion de Gendarmerie (Châlons-sur-Marne)
- Compagnie de la Marne
- Compagnie des Ardennes
- Compagnie de l'Aube

6e Légion-bis de Gendarmerie (Nancy)
- Compagnie de Meurthe-et-Moselle
- Compagnie de la Meuse
- Compagnie des Vosges

7e Légion de Gendarmerie (Besançon)
- Compagnie du Doubs
- Compagnie de Haute-Saône
- Compagnie de Haute-Marne
- Compagnie du Territoire de Belfort

7e Légion-bis de Gendarmerie (Bourg-en-Bresse)
- Compagnie du Jura
- Compagnie de l'Ain

8e Légion de Gendarmerie (Bourges)
- Compagnie du Cher
- Compagnie de la Côte-d'Or
- Compagnie de la Nièvre
- Compagnie de Saône-et-Loire

9e Légion de Gendarmerie (Tours)
- Compagnie de l'Indre
- Compagnie d'Indre-et-Loire
- Compagnie du Maine-et-Loire
- Compagnie des Deux-Sèvres
- Compagnie de la Vienne

10e Légion de Gendarmerie (Rennes)
- Compagnie des Côtes-du-Nord
- Compagnie d'Ille-et-Vilaine
- Compagnie de la Manche

11e Légion de Gendarmerie (Nantes)
- Compagnie du Finistère
- Compagnie du Morbihan
- Compagnie de la Loire-Inférieure
- Compagnie de la Vendée

12e Légion de Gendarmerie (Limoges)
- Compagnie de la Creuse
- Compagnie de la Charente
- Compagnie de la Corrèze
- Compagnie de la Dordogne
- Compagnie de Haute-Vienne

13e Légion de Gendarmerie (Clermont-Ferrand)
- Compagnie de l'Allier
- Compagnie du Cantal
- Compagnie de la Loire
- Compagnie de Haute-Loire
- Compagnie du Puy-de-Dôme

14e Légion de Gendarmerie (Lyon)
- Compagnie de la Drôme
- Compagnie de l'Isère
- Compagnie du Rhône

14e Légion-bis de Gendarmerie (Chambéry)
- Compagnie des Hautes-Alpes
- Compagnie de la Savoie
- Compagnie de la Haute-Savoie

15e Légion de Gendarmerie (Marseille)
- Compagnie de l'Ardèche
- Compagnie des Bouches-du-Rhône
- Compagnie du Gard
- Compagnie de Vaucluse

15e Légion-bis de Gendarmerie (Nice)
- Compagnie des Alpes-Maritimes
- Compagnie des Basses-Alpes
- Compagnie du Var

15e Légion-ter de Gendarmerie (Bastia)
- 1re Compagnie de la Corse
- 2e Compagnie de la Corse

16e Légion de Gendarmerie (Montpellier)
- Compagnie de l'Aveyron
- Compagnie de l'Hérault
- Compagnie de la Lozère

16e Légion-bis de Gendarmerie (Perpignan)
- Compagnie de l'Aude
- Compagnie des Pyrénées-Orientales
- Compagnie du Tarn

17e Légion de Gendarmerie (Toulouse)
- Compagnie de l'Ariège
- Compagnie de la Haute-Garonne
- Compagnie du Gers

17e Légion-bis de Gendarmerie (Agen)
- Compagnie du Lot
- Compagnie de Lot-et-Garonne
- Compagnie de Tarn-et-Garonne

18e Légion de Gendarmerie (Bordeaux)
- Compagnie de Charente-Inférieure
- Compagnie des Landes
- Compagnie des Basses-Pyrénées
- Compagnie des Hautes-Pyrénées

19e Légion de Gendarmerie (Alger)
- 1re Compagnie
- 2e Compagnie
- 3e Compagnie
- 4e Compagnie

## Seconde République et Second Empire (1848-1871)
Par décision impériale du 17 septembre 1853, la Gendarmerie départementale prend le titre de Gendarmerie impériale.
Par décision impériale du 9 juin 1860, et à la suite de l'annexion de la Savoie et du comté de Nice, une 26e légion est créée. Elle est composée des départements de l'Isère, Savoie et Haute-Savoie. La compagnie des Alpes-Maritimes est également créée. À la suite de ces nombreux changements territoriaux, plusieurs légions sont réorganisées.
La composition et la répartition des légions de gendarmerie présentaient, au point de vue du service, de nombreux inconvénients. La plupart des légions (21 sur 26) comprenaient, dans leur circonscription, des départements situés dans deux, trois, voire quatre divisions militaires différentes. De plus, les chefs de 11 légions résidaient dans des villes qui n'étaient pas chef-lieu de division. Par décision impériale du 15 octobre 1869, les 26 légions sont donc réparties entre les 22 divisions militaires que compte le territoire de l'Empire. Les 22 légions portent les numéros des divisions auxquelles elles sont attachées.
Après la guerre franco-prussienne, l'organisation territoriale de la Gendarmerie sera amputée de l'intégralité de la 6e légion (Alsace) et plusieurs compagnies de l'est seront réorganisées.

### Organisation en 1870
- 1re Légion de Paris
  - Compagnie de la Seine
  - Compagnie de Seine-et-Oise
  - Compagie de l'Oise
  - Compagnie de Seine-et-Marne
- 23e Légion d'Orléans[9]
  - Compagnie de l'Aube
  - Compagnie de l'Yonne
  - Compagnie du Loiret
  - Compagnie d'Eure-et-Loir
- 2e Légion de Rouen
  - Compagnie de Seine-Inférieure
  - Compagnie du Calvados
  - Compagnie de l'Eure
  - Compagnie de l'Orne
- 3e Légion de Lille
  - Compagnie du Nord
  - Compagnie du Pas-de-Calais
  - Compagnie de la Somme
- 4e Légion de Châlons-sur-Marne
  - Compagnie de la Marne
  - Compagnie de l'Aisne
  - Compagnie des Ardennes
- 5e Légion de Metz
  - Compagnie de la Moselle[10]
  - Compagnie de la Meuse
  - Compagnie de la Meurthe[10]
  - Compagnie des Vosges
- 6e Légion de Strasbourg[11]
  - Compagnie du Bas-Rhin
  - Compagnie du Haut-Rhin
- 7e Légion de Besançon[11]
  - Compagnie du Doubs
  - Compagnie du Jura
  - Compagnie de la Haute-Marne
  - Compagnie de la Haute-Saône
- 8e Légion de Lyon
  - Compagnie du Rhône
  - Compagnie de la Loire
  - Compagnie de la Drôme
  - Compagnie de l'Ardèche
- 24e Légion de Dijon[9]
  - Compagnie de la Côte-d'Or
  - Compagnie de Saône-et-Loire
  - Compagnie de l'Ain
- 9e Légion de Marseille
  - Compagnie des Bouches-du-Rhône
  - Compagnie du Vaucluse
- 25e Légion de Nice[9]
  - Compagnie du Var
  - Compagnie des Basses-Alpes
  - Compagnie des Alpes-Maritimes
- 10e Légion de Montpellier
  - Compagnie de l'Hérault
  - Compagnie de l'Aveyron
  - Compagnie de Lozère
  - Compagnie du Gard
- 11e Légion de Perpignan
  - Compagnie des Pyrénées-Orientales
  - Compagnie de l'Ariège
  - Compagnie de l'Aude
- 12e Légion de Toulouse
  - Compagnie de Haute-Garonne
  - Compagnie de Tarn-et-Garonne
  - Compagnie du Lot
  - Compagnie du Tarn
- 13e Légion de Bayonne
  - Compagnie des Basses-Pyrénées
  - Compagnie des Landes
  - Compagnie du Gers
  - Compagnie des Hautes-Pyrénées
- 14e Légion de Bordeaux
  - Compagnie de la Gironde
  - Compagnie de Charente-Inférieure
  - Compagnie de la Dordogne
  - Compagnie du Lot-et-Garonne
- 15e Légion de Nantes
  - Compagnie de Loire-Inférieure
  - Compagnie du Maine-et-Loire
  - Compagnie des Deux-Sèvres
  - Compagnie de la Vendée
- 16e Légion de Rennes
  - Compagnie d'Ille-et-Vilaine
  - Compagnie de la Manche
  - Compagnie de la Mayenne
- 26e Légion de Brest[9]
  - Compagnie du Morbihan
  - Compagnie du Finistère
  - Compagnue des Côtes-du-Nord
- 17e Légion de Bastia
  - Compagnie de la Corse
- 18e Légion de Tours
  - Compagnie d'Indre-et-Loire
  - Compagnie de la Sarthe
  - Compagnie du Loir-et-Cher
  - Compagnie de la Vienne
- 19e Légion de Bourges
  - Compagnie du Cher
  - Compagnie de la Nièvre
  - Compagnie de l'Allier
  - Compagnie de l'Indre
- 20e Légion de Clermont-Ferrand
  - Compagnie du Puy-de-Dôme
  - Compagnie de Haute-Loire
  - Compagnie du Cantal
- 21e Légion de Limoges
  - Compagnie de la Haute-Vienne
  - Compagnie de la Creuse
  - Compagnie de la Corrèze
  - Compagnie de Charente
- 22e Légion de Grenoble
  - Compagnie de l'Isère
  - Compagnie des Hautes-Alpes
  - Compagnie de Savoie
  - Compagnie de Haute-Savoie

## Restauration et monarchies (1814-1848)
En 1814, à la suite de la première abdication de Napoléon Ier, la Gendarmerie impériale prend le titre de Gendarmerie royale. L'institution est divisée en 8 inspections. En raison des pertes territoriales françaises, le nombre de légions est ramenées à 24.
En 1815, au cours de l'épisode des Cent-Jours, le Gendarmerie royale redevient temporairement Gendarmerie Impériale. Cette courte période, qui marque le retour de Napoléon Ier, ne verra aucune modification majeure dans l'organisation de l'Arme.
Avec la seconde Restauration, et le retour de Louis XVIII, l'Inspection Générale de la Gendarmerie est supprimée en juillet 1815. Les 24 légions de la Gendarmerie royale sont réorganisées et composées de 46 escadrons, comprenant eux-mêmes 95 compagnies.
En 1830, la Gendarmerie destinée à la surveillance des départements prend la dénomination de Gendarmerie départementale.
En 1841, les 20e et 22e légions sont réorganisées, tandis que la 25e légion est créée à Strasbourg.

## Consulat et Premier Empire (1799-1814)
Par arrêté du 12 thermidor an IX (31 juillet 1801), les divisions deviennent des légions.
Le 24 brumaire an XIII (15 novembre 1804), la Gendarmerie nationale prend l'appellation de Gendarmerie impériale. Le nombre de légions augmentera au fur et à mesure des victoires territoriales de l'Empire.
En 1811, la Gendarmerie compte 34 légions départementales réparties sur les 130 départements français que composent le Premier Empire.
Placée sous l'autorité du Maréchal Moncey, premier inspecteur général, les 34 légions de Gendarmerie chargées du service dans les départements sont réparties comme suit :
- 25 légions en France, Belgique et Luxembourg
- 1 légion en Corse
- les 27e, 28e, 29e et 30e légions en Italie
- la 31e légion en Slovénie
- les 32e et 33e légions aux Pays-Bas
- la 34e légion en Allemagne

En 1811, six légions de Gendarmerie sont également créées en Espagne.

### Organisation en 1811
1re Légion de Paris
- 1er Escadron
  - Compagnie de la Seine
  - Compagnie de Seine-et-Oise
- 2e Escadron
  - Compagnie de Seine et Marne
  - Compagnie de l'Oise

2e Légion de Caen
- 3e Escadron
  - Compagnie de Seine-Inférieure
  - Compagnie de l'Eure
- 4e Escadron
  - Compagnie du Calvados
  - Compagnie de la Manche

3e Légion d'Alençon
- 5e Escadron
  - Compagnie de l'Orne
  - Compagnie d'Eure-et-Loir
- 6e Escadron
  - Compagnie de Mayence
  - Compagnie de la Sarthe

4e Légion de Rennes
- 7e Escadron
  - Compagnie des Côtes-du-Nord
  - Compagnie d'Ille-et-Vilaine
- 8e Escadron
  - Compagnie du Finistère
  - Compagnie d Morbihan

5e Légion d'Angers
- 9e Escadron
  - Compagnie de Loire-Inférieure
  - Compagnie du Maine-et-Loire
- 10e Escadron
  - Compagnie de Vendée
  - Compagnie des Deux-Sèvres

6e Légion de Tours
- 11e Escadron
  - Compagnie du Loir et Cher
  - Compagnie d'Indre et Loire
- 12e Escadron
  - Compagnie de l'Indre
  - Compagnie de la Vienne

7e Légion de Bordeaux
- 13e Escadron
  - Compagnie de la Charente
  - Compagnie de la Charente-Inférieure
- 14e Escadron
  - Compagnie de la Gironde
  - Compagnie des Landes

8e Légion de Périgueux
- 15e Escadron
  - Compagnie du Lot et Garonne
  - Compagnie de Dordogne
- 16e Escadron
  - Compagnie de la Haute-Vienne
  - Compagnie de la Corrèze

9e Légion d'Auch
- 17e Escadron
  - Compagnie de Haute-Garonne
  - Compagnie du Gers
- 18e Escadron
  - Compagnie des Hautes-Pyrénées
  - Compagnie des Bas-Pyrénées

10e Légion de Carcassonne
- 19e Escadron
  - Compagnie du Tarn
  - Compagnie de l'Aude
- 20e Escadron
  - Compagnie de l'Ariège
  - Compagnie des Pyrénées-Orientales

11e Légion de Rodez
- 21e Escadron
  - Compagnie du Cantal
  - Compagnie de la Lozère
- 22e Escadron
  - Compagnie de l'Aveyron
  - Compagnie du Lot

12e Légion de Lyon
- 23e Escadron
  - Compagnie du Puy-de-Dôme
  - Compagnie de la Haute-Loire
- 24e Escadron
  - Compagnie de la Loire
  - Compagnie du Rhône

13e Légion de Nevers
- 25e Escadron
  - Compagnie de la Creuse
  - Compagnie de l'Allier
- 26e Escadron
  - Compagnie du Cher
  - Compagnie de la Nièvre.

14e Légion de Troyes
- 27e Escadron
  - Compagnie du Loiret
  - Compagnie de l'Yonne
- 28e Escadron
  - Compagnie de l'Aube
  - Compagnie de la Marne

15e Légion de Arras
- 29e Escadron
  - Compagnie du Nord
  - Compagnie du Pas-de-Calais
- 30e Escadron
  - Compagnie de l'Aisne
  - Compagnie de la Somme

16e Légion de Bruxelles
- Compagnie des Bouches-de-l'Escaut[12]
- 31e Escadron
  - Compagnie de la Lys
  - Compagnie d'Escaut
- 32e Escadron
  - Compagnie de Jemmapes
  - Compagnie de Dyle

17e Légion de Liège
- Compagnie des Bouches-du-Rhin[13]
- Compagnie de Lippe[14]
- 33e Escadron
  - Compagnie des Deux-Nèthes
  - Compagnie de la Meuse-Inférieure
- 34e Escadron
  - Compagnie de la Ourthe
  - Compagnie de la Sambre-et-Meuse

18e Légion de Metz
- 35e Escadron
  - Compagnie des Forêts
  - Compagnie des Ardennes
- 36e Escadron
  - Compagnie de la Meuse
  - Compagnie de la Moselle

19e Légion de Nancy
- 37e Escadron
  - Compagnie des Vosges
  - Compagnie de la Meurthe
- 38e Escadron
  - Compagnie du Bas-Rhin
  - Compagnie du Haut-Rhin

20e Légion de Besançon
- 39e Escadron
  - Compagnie de la Haute-Saône
  - Compagnie du Doubs
- 40e Escadron
  - Compagnie du Jura
  - Compagnie de Léman
  - Compagnie de Simplon[15]

21e Légion de Dijon
- 41e Escadron
  - Compagnie de la Haute-Marne
  - Compagnie de la Côte-d’Or
- 42e Escadron
  - Compagnie de Saône-et-Loire
  - Compagnie de l'Ain

22e Légion de Grenoble
- 43e Escadron
  - Compagnie de l'Isère
  - Compagnie du Mont-Blanc
- 44e Escadron
  - Compagnie de l'Ardèche
  - Compagnie de la Drôme

23e Légion de Bignoles
- 45e Escadron
  - Compagnie des Hautes-Alpes
  - Compagnie des Basses-Alpes
- 46e Escadron
  - Compagnie des Alpes-Maritimes
  - Compagnie du Var

24e Légion d'Avignon
- 47e Escadron
  - Compagnie des Bouches-du-Rhône
  - Compagnie du Vaucluse
- 48e Escadron
  - Compagnie du Gard
  - Compagnie de l'Hérault

25e Légion de Mayence
- 49e Escadron
  - Compagnie du Rhin-et-Moselle
  - Compagnie de Roër
- 50e Escadron
  - Compagnie de la Sarre
  - Compagnie de Mont-Tonnerre.

26e Légion de Bastia
- 51e Escadron de Golo
  - 1re compagnie
  - 2e compagnie
- 52e Escadron de Liamone
  - 1re compagnie
  - 2e compagnie

27e Légion de Turin
- 53e Escadron
  - Compagnie de Pô
  - Compagnie de Stura
- 54e Escadron
  - Compagnie de Doire
  - Compagnie de Sesia

28e Légion de Gênes
- 55e Escadron[17]
  - Compagnie de Apennins
  - Compagnie de Gênes
- 56e Escadron
  - Compagnie de Marengo[17]
  - Compagnie de Montenotte
  - Compagnie de Parme[18]

29e Légion de Florence
- 57e Escadron de l'Arno
- 58e Escadron
  - Compagnie de la Méditerranée
  - Compagnie de l'Ombrone

30e Légion de Rome
- 59e Escadron
  - 1re compagnie de Rome
  - 2e compagnie de Rome
  - Compagnie de Trasimène

31e Légion de Laybach
- Compagnie de Laybach
- Compagnie de Carniole
- Compagnie Carinthie
- Compagnie d'Istrie
- Compagnie de Croatie civile
- Compagnie de Dalmatie
- Compagnie du Raguse

32e Légion d'Amsterdam
- Compagnie de Zuyderzée
- Compagnie des Bouches-de-la-Meuse
- Compagnie de l'Yssel-Supérieur

33e Légion de Groningue
- Compagnie des Bouches-de-l'Yssel
- Compagnie de la Frise
- Compagnie d'Ems-Occidental
- Compagnie d'Ems-Oriental[22]

34e Légion de Hambourg
- Compagnie d'Ems-Supérieur
- Compagnie des Bouches-du-Weser
- Compagnie des Bouches-de-l’Elbe

## Révolution française (1789-1799)
Par la loi du 16 février 1791, la Maréchaussée devient la Gendarmerie nationale. Les 31 compagnies de maréchaussée sont réorganisées dans un nouveau découpage administratif, le département. 28 divisions sont ainsi créées de la manière suivante :
- division : commandée par un colonel, elle est composée de trois départements.
- département : correspondant à l'échelon administratif des départements, il est commandé par un lieutenant-colonel et est composée de deux compagnies.
- compagnie : commandée par un capitaine et trois lieutenants, elle est composée de brigades.
- brigade : unité élémentaire commandée par un maréchal des logis ou un brigadier.

Par la loi du 28 germinal an VI (17 avril 1798), la Gendarmerie nationale connait une nouvelle organisation. 26 divisions en la composent de la manière suivante :
- division : commandée par un chef de brigades (colonel), elle est composée de quatre départements.
- escadron : commandée par un chef d'escadron, elle est composée de deux compagnies.
- compagnie : correspondant à l'échelon administratif des départements, il est commandé par un capitaine et est composée de brigades.
- brigade : unité élémentaire commandée par un maréchal des logis ou un brigadier.